# Rudarius excelsus
Rudarius excelsus és una espècie de peix de la família dels monacàntids i de l'ordre dels tetraodontiformes.

## Morfologia
- Els mascles poden assolir 2,5 cm de longitud total.
- Nombre de vèrtebres: 20.[4][5]

## Hàbitat
És un peix marí, de clima tropical i associat als esculls de corall.

## Distribució geogràfica
Es troba des del nord d'Austràlia fins al sud del Japó.

## Observacions
És inofensiu per als humans.